# 梁明德 (1934年)
梁明德（1934年5月—2017年2月11日），男，汉族，贵州赤水人，中华人民共和国政治人物，曾任中共贵州省委副书记，贵州省人大常委会副主任、党组副书记。